# Hopfgarten (Grammetal)
Hopfgarten – dzielnica (Ortsteil) gminy Grammetal w Niemczech, w kraju związkowym Turyngia, w powiecie Weimarer Land. Do 30 grudnia 2019 samodzielna gmina wchodząca w skład wspólnoty administracyjnej Grammetal.